# Luxury
Пак Чхан Су (кор. 박찬수, родился 7 декабря 1987, Сеул) — корейский профессиональный киберспортсмен. Более известен под ником Luxury, а также Sea.Practice, Sea.Chance. В дисциплине StarCraft: Brood War представляет расу Зерг.
Фигурант крупного скандала в корейском киберспорте в 2010 году. Был уличён в участии в договорных матчах и получил пожизненный запрет на участие в киберспортивных матчах со стороны KeSPA.
Сумма призовых вознаграждений за карьеру: 72,036,32 долл. США.

## Основные достижения
- 1 место World Cyber Games 2008 в дисциплине (StarCraft: Brood War)
- 1 место на чемпионате Lost Saga MSL 2009 в дисциплине (StarCraft: Brood War)